# Telmatobius brachydactylus
Espèce
Synonymes
- Batrachophrynus brachydactylus Peters, 1873

Statut de conservation UICN

 EN A2d : En danger
Telmatobius brachydactylus est une espèce d'amphibiens de la famille des Telmatobiidae.

## Répartition
Cette espèce est endémique des régions de Junín et de Pasco, dans le centre du Pérou, elle se rencontre dans les petits affluents du lac Junín, les hauts plateaux et les cordillères avoisinants entre 4 000 et 6 000 m d'altitude.

## Publication originale
- Peters, 1873 : Über Zwei Giftschlangen aus Afrika und über neue oder weniger bekannte Gattungen und Arten von Batrachiern. Monatsberichte der Königlich Preussischen Akademie der Wissenschaften zu Berlin, vol. 1873, p. 411-418 (texte intégral).